# بتاکسولول
بتاکسولول به (به انگلیسی: Betaxolol)
رده درمانی: بتا بلوکر
اشکال دارویی: قطره

## موارد مصرف
بتاکسولول از داروهای قلبی عروقی است که به منظور کاهش فشار داخل چشم در مبتلایان به گلوکوم مزمن مصرف می‌شود.

## مکانیسم اثر
این دارو با مسدود کردن گیرنده‌های بتا آدرنرژیک، موجب کاهش فشار داخل چشم می‌گردد.

## موارد منع مصرف
در مواردی چون برادی کاردی ایست قلبی، نارسایی قلبی، آسم و سابقه بیماری انسدادی راههای تنفسی نباید مصرف شود.

## هشدارها
در مبتلایان به دیابت و میاستنی گراو با احتیاط مصرف شود.

## عوارض جانبی
خشکی چشم و التهاب ملتحمه آلرژیک از عوارض جانبی هستند.

## تداخل دارویی
به دلیل احتمال جذب سیستمیک این دارو، تداخل‌های دارویی مربوط به داروهای مسدد گیرنده بتا آدرنرژیک، در مورد بتاکسولول نیز صدق می‌کنند.

## نکات قابل توصیه
به منظور جلوگیری از جذب سیستمیک و بیش از حد دارو، باید به هنگام مصرف بتاکسولول و ۲-۱ دقیقه پس از مصرف آن، گوشه داخلی چشم با انگشت فشار داده شود.

## مقدار مصرف
یک قطره از محلول دارو ۲ بار در روز در چشم چکانده شود.